# Bośnia i Hercegowina na Letnich Igrzyskach Paraolimpijskich 2012
Bośnię i Hercegowinę na Letnich Igrzyskach Paraolimpijskich 2012 w Londynie reprezentowało 12 sportowców, w tym 1 kobieta. Był to piąty występ reprezentacji tego kraju na letnich igrzyskach paraolimpijskich (po startach w latach 1996, 2000, 2004 i 2008). 
Bośnia i Hercegowina zdobyła w Pekinie złoty medal w siatkówce na siedząco, co dało Bośniakom 52. miejsce w tabeli medalowej.

## Zdobyte medale
| Medal | Zawodnik | Dyscyplina            | Konkurencja      |
| ----- | --- | --------------------- | ---------------- |
| Złoto | Safet Alibašić Nizam Čančar Sabahudin Delalić Mirzet Duran Ismet Godinjak Dževad Hamzić Ermin Jusufović Benis Kadrić Adnan Kešmer Adnan Manko Asim Medić | Siatkówka na siedząco | turniej mężczyzn |

## Wyniki

### Lekkoatletyka
Kobiety
| Zawodnik      | Konkurencja           | Finał             | Finał   | Źródło |
| Zawodnik      | Konkurencja           | Rezultat          | Miejsce | Źródło |
| ------------- | --------------------- | ----------------- | ------- | ------ |
| Sanela Redžić | pchnięcie kulą F42-44 | 8,64 m (809 pkt.) | 4       | [ 3 ]  |

### Siatkówka na siedząco
- Reprezentacja mężczyzn

| - Safet Alibašić - Nizam Čančar - Sabahudin Delalić - Mirzet Duran - Ismet Godinjak |  | - Dževad Hamzić - Ermin Jusufović - Benis Kadrić - Adnan Kešmer - Adnan Manko - Asim Medić |

| Drużyna              | Konkurencja | Faza grupowa     | Faza grupowa     | Faza grupowa     | Faza grupowa     | Faza grupowa | Ćwierćfinały     | Półfinały        | Finał            | Pozycja | Źródło |
| Drużyna              | Konkurencja | Przeciwnik Wynik | Przeciwnik Wynik | Przeciwnik Wynik | Przeciwnik Wynik | Pozycja      | Przeciwnik Wynik | Przeciwnik Wynik | Przeciwnik Wynik | Pozycja | Źródło |
| -------------------- | ----------- | ---------------- | ---------------- | ---------------- | ---------------- | ------------ | ---------------- | ---------------- | ---------------- | ------- | ------ |
| Bośnia i Hercegowina | mężczyźni   | Chiny 3:0        | Brazylia 3:0     | Rwanda 3:0       | Iran 1:3         | 2            | Egipt 3:0        | Niemcy 3:0       | Iran 3:1         |         | [ 4 ]  |